# Ми народний марш
Ми, народний марш!(англ. We the People March) — це демонстрація в США, що пройшла 21 вересня 2019 року.
Організатори: Карен МакРі та Емі Сіскінд.

## Міста
Заплановані заходи у кількох містах, включаючи:
- Ешвілл[3]
- Огаста[4]
- Бівер[5]
- Дюнкерк[6][7]
- Франклін[8]
- Джорджтаун[джерело?]
- Гленс Фоллз[9]
- Гантсвілл[10]
- Кінгстон[11]
- Лонг-Біч[12]
- Новий Орлеан[13]
- Нортгемптон[14]
- Портленд[15]
- Рочестер[16]
- Сілвердейл[17]
- Сент-Пітерсбург[18]
- Округ Вашингтон[джерело?]
- Вілмінгтон[19]